# ポルト・ヴァルトラヴァーリア
ポルト・ヴァルトラヴァーリア（伊: Porto Valtravaglia）は、イタリア共和国ロンバルディア州ヴァレーゼ県にある、人口約2,300人の基礎自治体（コムーネ）。

## 地理

### 位置・広がり

#### 隣接コムーネ
隣接するコムーネは以下の通り。括弧内のVBはヴェルバーノ・クジオ・オッソラ県所属を示す。
- ブレッツォ・ディ・ベーデロ
- ブリッサーゴ＝ヴァルトラヴァーリア
- カザルツイーニョ
- カステルヴェッカーナ
- ドゥーノ
- ギッファ (VB)
- オッジェッビオ (VB)

### 地震分類
イタリアの地震リスク階級 (it) では、4 に分類される
。

## 行政

### 分離集落
ポルト・ヴァルトラヴァーリアには、以下の分離集落（フラツィオーネ）がある。
- Domo, Ligurno, Muceno, Musadino, San Michele, Ticinallo, Torre